# Liste der Biografien/Zia
Liste der Biografien |
Portal Biografien |
Personensuche
# |
A |
B |
C |
D |
E |
F |
G |
H |
I |
J |
K |
L |
M |
N |
O |
P |
Q |
R |
S |
T |
U |
V |
W |
X |
Y |
Z |
?
 
Za |
Zb |
Zc |
Zd |
Ze |
Zf |
Zg |
Zh |
Zi |
Zj |
Zk |
Zl |
Zm |
Zn |
Zo |
Zr |
Zs |
Zu |
Zv |
Zw |
Zy |
Zz
 
Zia |
Zib |
Zic |
Zid |
Zie |
Zif |
Zig |
Zih |
Zij |
Zik |
Zil |
Zim |
Zin |
Zio |
Zip |
Zir |
Zis |
Zit |
Ziu |
Ziv |
Ziw |
Zix |
Ziy |
Ziz
Die Liste der Biografien führt alle Personen auf, die in der deutschsprachigen Wikipedia einen Artikel haben. Dieses ist eine Teilliste mit 33 Einträgen von Personen, deren Namen mit den Buchstaben „Zia“ beginnt.

## Zia
- Zia, Oscar (* 1996), schwedischer Sänger
- Zia, René (* 1991), österreichischer Fußballspieler
- Zia-ul-Haq, Mohammed (1924–1988), pakistanischer PolitikerMohammed Zia-ul-Haq (1924–1988)

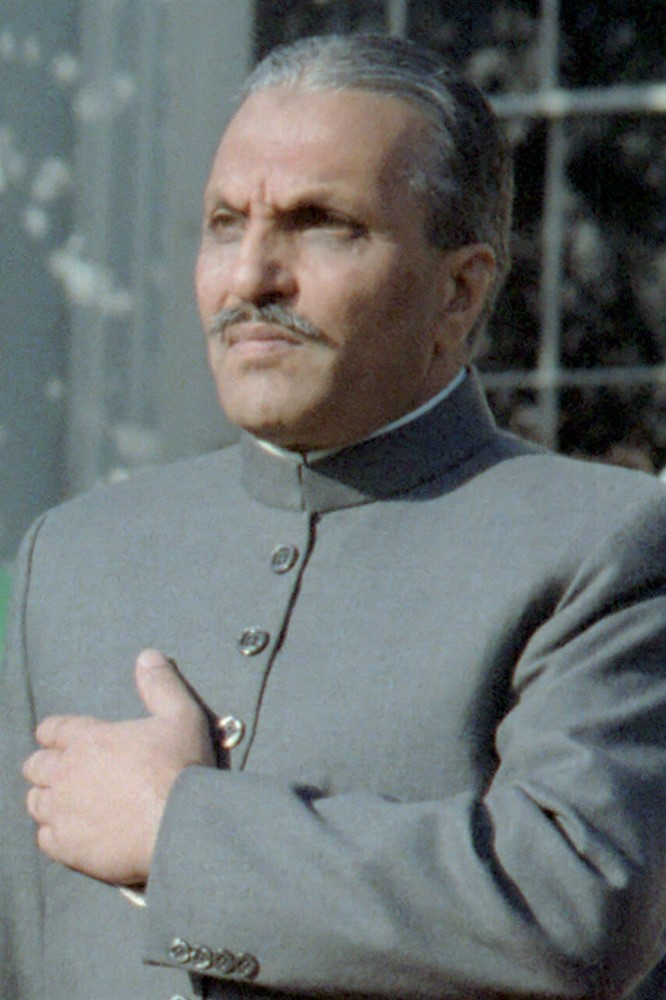
Mohammed Zia-ul-Haq (1924–1988)

### Ziad
- Ziad, Karim (* 1966), algerischer Schlagzeuger und Multiinstrumentalist
- Ziad, Tawfiq (1929–1994), palästinensisch-israelischer Politiker und Poet
- Ziada, Hammour (* 1979), sudanesischer Autor und Journalist
- Ziadé, Ignace (1906–1994), libanesischer Geistlicher, Erzbischof von Beirut
- Ziade, May (1886–1941), libanesisch-palästinensische Dichterin, Essayistin und Übersetzerin
- Ziadeh, Caroline, libanesische Diplomatin und UN-Sonderbeauftragte
- Ziadi, Mehdi (* 1986), marokkanischer Tennisspieler
- Ziadie, Craig (* 1978), US-amerikanisch-jamaikanischer Fußballspieler

### Ziae
- Ziaelas († 228 v. Chr.), König von Bithynien

### Ziai
- Ziai, Aram (* 1972), deutscher Politikwissenschaftler und Heisenberg-Professor der DFG für Entwicklungspolitik und Postkoloniale Studien

### Ziaj
- Ziaja, Ernest (1919–1997), polnischer Eishockeyspieler
- Ziaja, Helga (1955–2013), deutsche Schauspielerin
- Ziaja, Martin (* 1981), deutscher Musiker

### Ziak
- Ziak, Karl (1902–1987), österreichischer Schriftsteller und Lektor
- Žiaková, Marta (* 1955), slowakische Beamtin, Diplomatin und Wissenschaftlerin auf dem Gebiet der Kernenergie

### Zial
- Zialor, Laura (* 1998), britische Leichtathletin
- Zialor, Ramy (* 1960), seychellischer Boxer

### Zian
- Zian (* 1993), Schweizer Musiker
- Ziani, Karim (* 1982), französisch-algerischer Fußballspieler
- Ziani, Marc’Antonio († 1715), italienischer Komponist
- Ziani, Pietro († 1229), Doge von Venedig (1205–1229)
- Ziani, Pietro Andrea (1616–1684), italienischer Komponist des Barock
- Ziani, Sebastiano († 1178), Doge von Venedig (1172–1178)
- Ziani, Stéphane (* 1971), französischer Fußballspieler

### Ziat
- Ziatdinov, Raset (* 1958), usbekischer Schachspieler
- Ziątkowski, Leszek, polnischer Historiker

### Ziau
- Ziaud Din, Mian (1901–1987), pakistanischer Diplomat
- Ziauddin, Bruno (* 1965), Schweizer Journalist und Autor

### Ziav
- Ziavras, Yorgos (* 1990), griechischer Dirigent und Pianist

### Ziay
- Ziaya, Abdelmalek (* 1984), algerischer Fußballspieler